# 14145 Sciam
14145 Sciam è un asteroide della fascia principale. Scoperto nel 1998, presenta un'orbita caratterizzata da un semiasse maggiore pari a 2,4078081 UA e da un'eccentricità di 0,2069821, inclinata di 4,22128° rispetto all'eclittica.